# كازوما واتانابي
كازوما واتانابي (باليابانية: 渡邉 千真) مواليد 10 أغسطس 1986 في ناغاساكي، اليابان، هو لاعب كرة قدم ياباني يلعب مع فيسيل كوبه كمهاجم.

## مرحلة الشباب

### أندية لعب لها
- جامعة واسيدا

## المسيرة الاحترافية

### أندية لعب لها
- يوكوهاما مارينوس
- نادي طوكيو
- فيسيل كوبه

## روابط خارجية
- كازوما واتانابي على موقع الاتحاد الدولي (مؤرشف)  (الإنجليزية)
- كازوما واتانابي على موقع رابطة كرة القدم اليابانية للمحترفين (اليابانية)
- كازوما واتانابي على موقع إي إس بي إن إف سي (الإنجليزية)
- كازوما واتانابي على موقع قاعدة بيانات كرة القدم.إي يو (الإنجليزية)
- كازوما واتانابي على موقع ناشيونال فوتبول تيمز (الإنجليزية)
- كازوما واتانابي على موقع Soccerway.com (الإنجليزية)
- كازوما واتانابي على موقع عالم كرة القدم.نت (الإنجليزية)